# Onthophagus gemellatus
Onthophagus gemellatus är en skalbaggsart som beskrevs av Achille Raffray 1877. Onthophagus gemellatus ingår i släktet Onthophagus och familjen bladhorningar. Inga underarter finns listade i Catalogue of Life.